# Kussundé

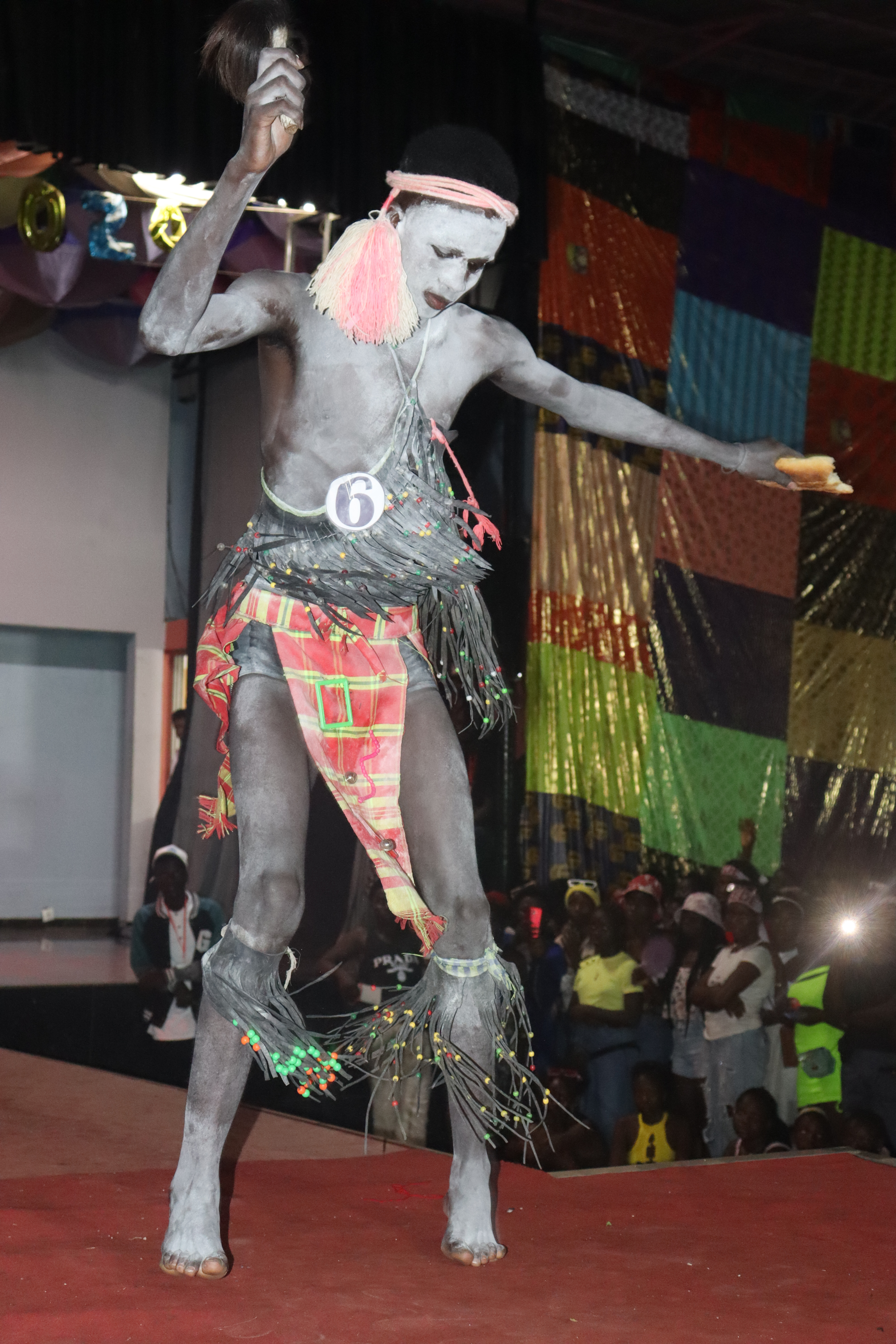
Jovem dançando kussunde

O Kussundé é uma dança tradicional do grupo étnico Balantas (Brasa), realizada para celebrar a colheita. É uma forma de agradecimento aos ancestrais e aos Irãs (espíritos sobrenaturais) pela fartura da colheita, principalmente do arroz; a dança é realizada como uma competição entre grupos de jovens da mesma tabanka (aldeia), ou entre tabankas diferentes. Esta celebração ocorre entre os meses de abril, maio e junho.

## Grupo de dança
O grupo de dança é composto por 25 a 30 integrantes, entre jovens de ambos os sexos, porém, os rapazes não podem ter passado pelo ritual de iniciação (fanado). Cada grupo possui um chefe (blufu bindãg), que ficará responsável pela organização do evento, pela hospedagem dos convidados e o contato com um balobeiro (adivinho) para fazer um pacto com os Irãs; também será responsável por se reunir com os outros blufu bindãg para definir as regras da competição.
O grupo de dança é dividido em três subgrupos:
- Dany kussunde - grupo composto somente por meninas, responsáveis por cantar e ritmar com instrumentos. Usam como uniforme o nbasam tindjidu, composto de um lenço amarrado na cabeça, um panu di penti (pano de pente) enfeitados com espelhos, e joias.[2]
- M’pebe - grupo composto por meninas e meninos. Ambos usam o mara bu sobra (lenço amarrado na cabeça), brincos e adornos como chifre de gazela e cauda de macaco.[2]
- N’ghaies - são os dançarinos. Usam saias de bijagó, e adornos que possam chamar a atenção dos espectadores.[2]

## Competição
A celebração da colheita tem duração de 4 dias. No primeiro dia, durante à noite, para recepcionar os visitantes, os grupos de dany kussunde cantam e dançam até de madrugada. A apresentação dos N’ghaies é realizado no dia seguinte, sendo acompanhados das canções das dany kussunde. Inicialmente, os N’ghaies se apresentam individualmente, mostrando suas habilidades. Depois, um grupo de dançarinos sobe em um palco para se apresentar; ao término, outro grupo se apresenta, e assim continuam até todos os grupos se apresentarem. Os espectadores costumam torcer, e alguns ofertam dinheiro para os dançarinos devido ao seu bom desempenho. O grupo ganhador é escolhido pelos espectadores, que ganham prêmio em dinheiro ou animais, e levam prestígio para suas tabankas.